# Ciolt
Ciolt je desna pritoka rijeke Chisindia u Rumunjskoj.  Ulijeva se u rijeku Chisindia u selu Chisindia. Duljina joj je 12 km, a površina porječja 45 km2.